# Mosquiter de Tickell
El mosquiter de Tickell (Phylloscopus affinis) és un ocell de la família dels fil·loscòpids (Phylloscopidae). El seu estat de conservació es considera de risc mínim.

## Hàbitat i distribució
Habita vegetació alpina, clars del bosc i bosquines de bambú dels Himàlaies al nord de l'Índia des de Caixmir cap a l'est fins Nepal i Sikkim i sud-est del Tibet.

## Taxonomia
Alguns autors el consideren conspecífic amb el mosquiter alpí (Phylloscopus occisinensis),
El Congrés Ornitològic Internacional versió 2.1 considerà que ambdós tàxons es tractaven d'espècies diferents, arran treballs com ara Martens et al. 2008. Tanmateix, en la versió 11.2 (juliol 2021) el mosquiter alpí fou reanexat com a subespècie de mosquiter de Tickel (Phylloscopus affinis occisinensis).
Actualment hi ha consens de que el mosquiter alpí es tracta d'una subespècie del mosquiter de Tickel.